# Il Fungo
Il Fungo è uno scoglio situato al largo di Lacco Ameno, comune dell'Isola d'Ischia. La sua particolarità è l'essere caratterizzato da una forma che, di profilo, ricorda quella di un fungo.

## Descrizione
Si tratta di una roccia di tufo verde alta circa dieci metri, precipitata in mare in tempi preistorici dal monte Epomeo, e adagiatasi a poche decine di metri dalla riva.
La caratteristica forma è dovuta all'azione erosiva del mare e del vento.